# Lannion
Lannion è un comune francese di 20 777 abitanti situato nel dipartimento delle Côtes-d'Armor nella regione della Bretagna. Caratteristico il centro storico con edifici del XVI e XVII secolo, fra cui la bella chiesa di St-Jean-du-Baly di forme tardo-rinascimentali. Altra chiesa di notevole pregio è quella di Brélévenez, in stile romaico (XII secolo) con successivi apporti gotici (XV secolo).

## Società

### Evoluzione demografica
Abitanti censiti

## Amministrazione

### Gemellaggi
- Caerphilly
- Günzburg
- Viveiro